# 大潭道
大潭道（英語：Tai Tam Road）是香港的其中一條道路，連接香港島的柴灣和赤柱，為大潭一帶唯一的通道，全長約7.1公里。
大潭道1號在始自赤柱之東北部，赤柱村道與赤柱峽道的東端交匯處；而大潭道200號在柴灣道42號筲箕灣官立中學以南；大潭道中段與大潭水塘道中段，交加於大潭篤水塘以南、大潭童軍中心以西。

## 歷史

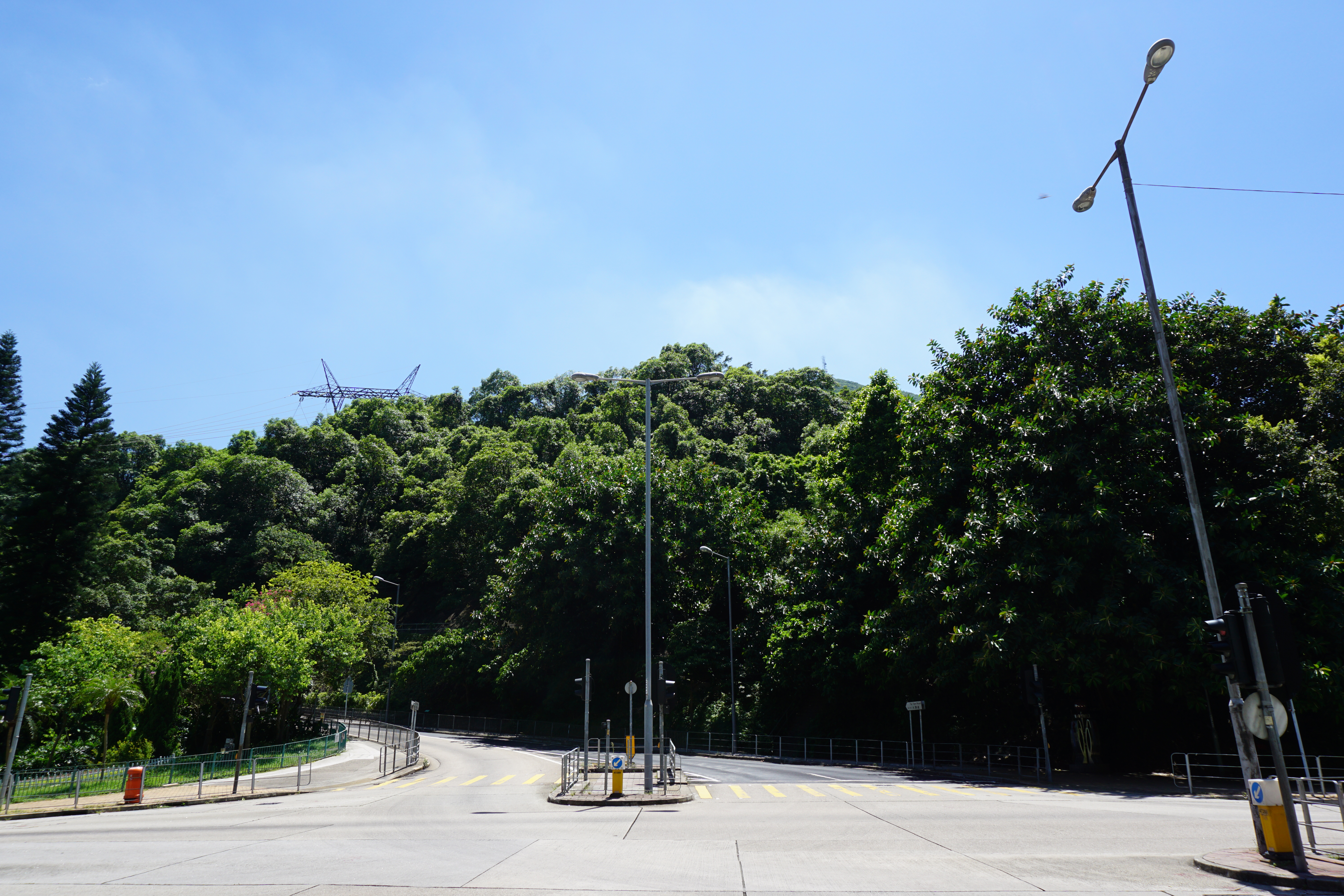
大潭道北端

大潭道早在1845年由香港政府興建。當時政府的構想乃興建道路把全香港島各區域連接起來，當通車時這個環島道路網的南段都被統稱作香島道，到1930年代這個路段被改稱作大潭道，而大潭道目前是石澳和赤柱前往筲箕灣、太古和東九龍之主要道路。1917年大潭篤水塘落成後，大潭道其中一路段的設計乃利用其水壩作為行車馬路，而該街道現為赤柱前往筲箕灣、太古、九龍東和新界東的主要道路。
不過由於大潭道的設計乃根據當時的交通文化而設的，所以沿線路面相當狹窄，尤其是石澳道至大潭水塘道一段更以多彎聞名。而大潭篤水塘水壩一段長度364米，闊度亦只有16.6英呎（約5.05米），根本不能容納兩部重型車（如貨車和巴士）同時通行，由於大潭道水塘水壩現已列作法定古蹟，不能重建、擴闊或作其他大型改動，所以後期香港政府便把石澳道和赤柱一段大潭道於上午7時至10時和下午3時至7時限制3噸以上重型車輛（巴士和小巴除外）通行。這也是該道路的主要特色。大潭篤水塘水壩兩邊入口在2018年8月25日，交通燈訊號已經開始運作，實施單線雙程行車。這個智慧交通燈方案是由香港中文大學的一名工程學教授設計和開發。
大潭道近紅山廣場設有一段短小的分隔車路，另外在廣場外設有道路預留位，估計是預留予已告吹，來往柴灣和香港仔的81號幹線。

## 住宅物業
大潭道45號8號屋，以4.38億元售出，實用面積4,751平方呎，花園面積1,612平方呎，天台面積998平方呎，成交價4.38億元，呎價92,191元。登記買家為恒安國際執行董事施煌劍。另外項目7號屋以4.78億元轉售，實用面積4,812平方呎，花園面積1,009平方呎，天台991平方呎，成交呎價99,335元，登記買家為Yang Ying。

## 沿路景點和地方
由柴灣端起
- 興民邨
- 山翠苑
- 浪琴園
- 歌連臣角火葬場
- 勵志更生中心（前大潭峽懲教所）
- 大潭篤水塘
- 大潭海
- 大潭童軍中心
- 紅山半島
- 龜背灣
- 美國會所
- 大潭道21號中聯辦高級員工宿舍

## 交匯道路
- 赤柱峽道
- 赤柱村道
- 白筆山道
- 大潭水塘道
- 石澳道
- 柴灣道

## 參看
- 大潭
- 柴灣道
- 石澳道
- 大潭水塘道
- 赤柱峽道
- 赤柱村道

## 外部連結
维基共享资源上的相關多媒體資源：大潭道